# Johannes Stabius

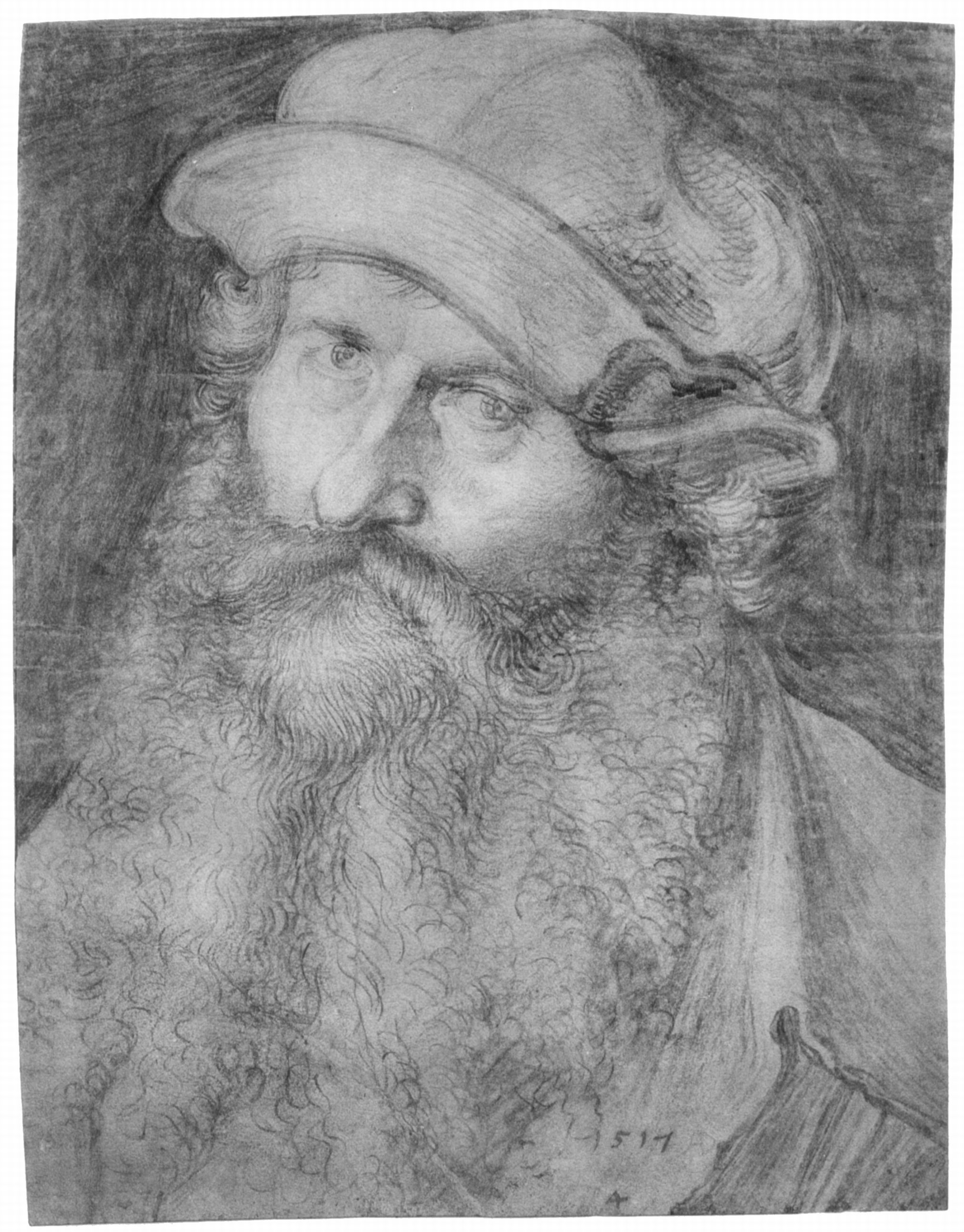
Johannes Stabius, Porträt von Albrecht Dürer

Johannes Stabius (* vor etwa 1468 in Hueb bei Steyr, Herzogtum Österreich; † 1. Januar 1522 in Graz) war ein Humanist, Naturwissenschaftler und Historiograph sowie Hochschullehrer in Ingolstadt.

## Herkunft und Werdegang

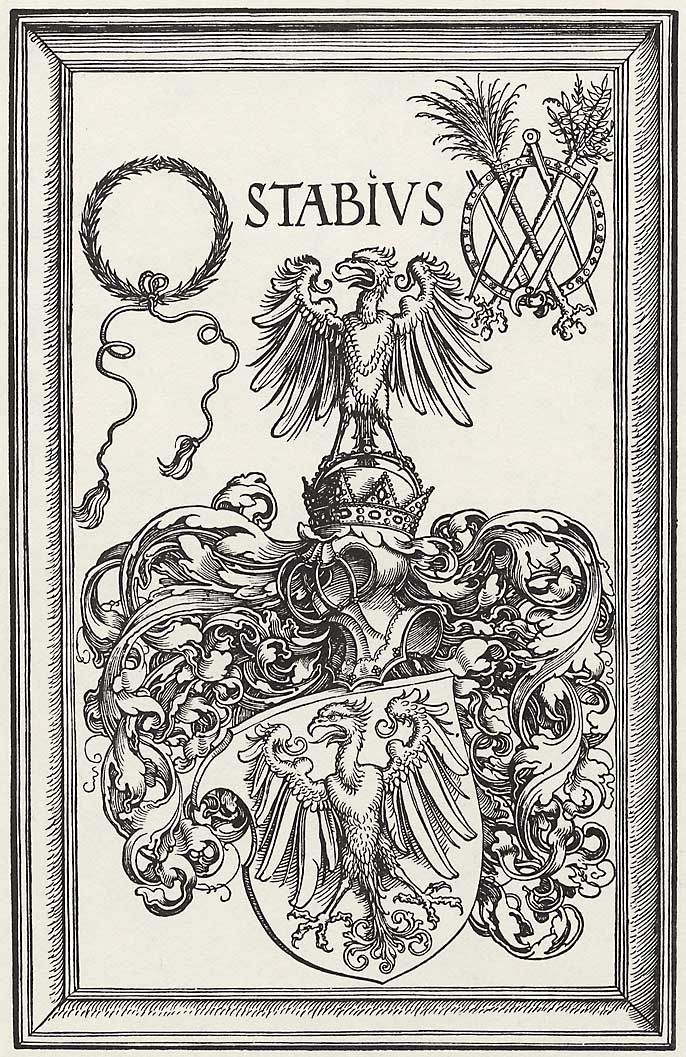
Stabius-Wappen von Albrecht Dürer

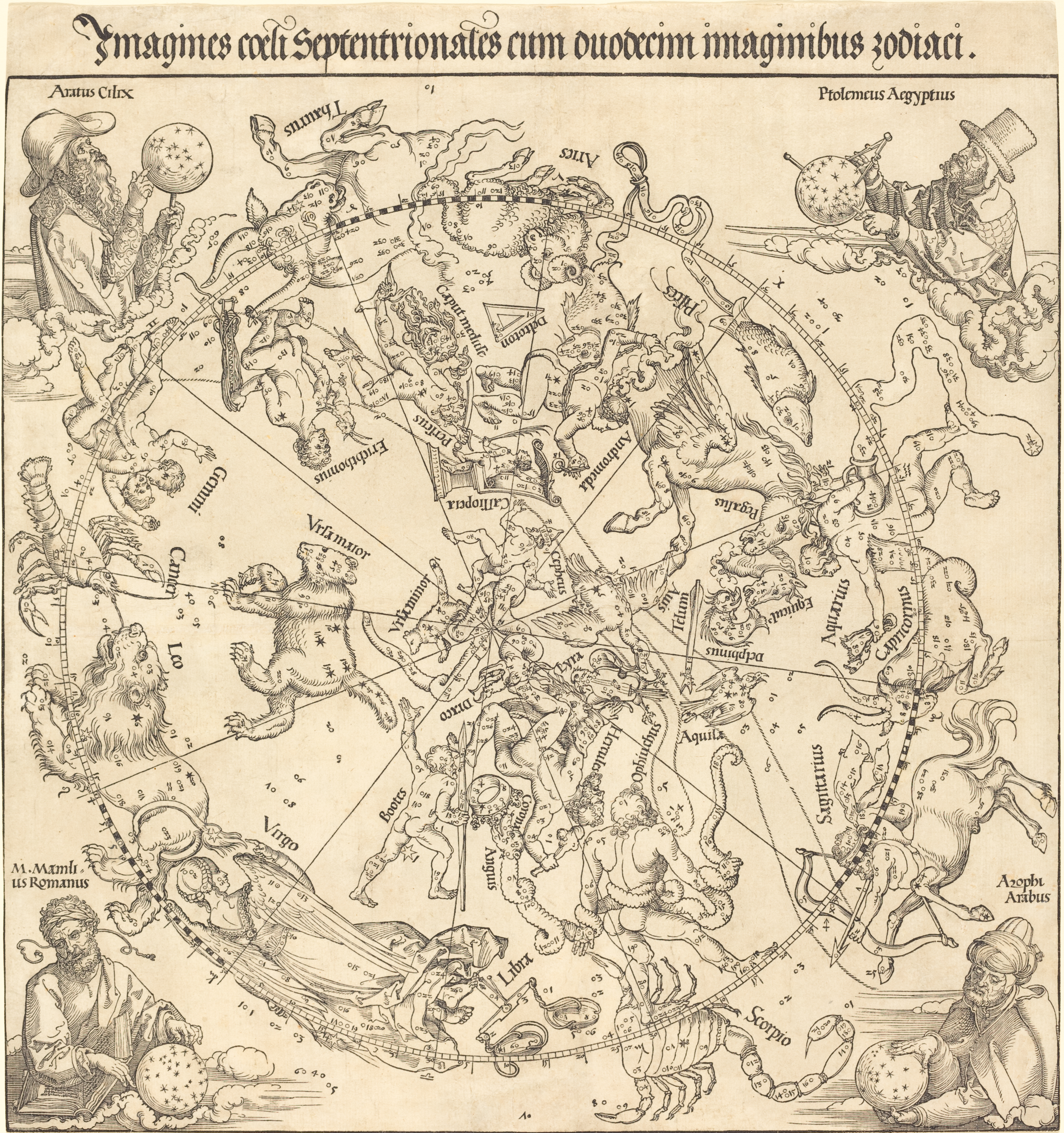
Nördl. Himmel von Dürer, Stabius und Heinfogel

Johannes Stabius (von Stöberer, nicht von Stab) wurde in Hueb, einem nicht näher identifizierten Ort bei Steyr in Oberösterreich, geboren, mutmaßlich als Sohn eines Forstknechts. Über seine Jugendzeit haben wir kaum Nachrichten. 1482 ist er immatrikuliert an der Universität Ingolstadt, 1484 erwarb er dort das Baccalaureat. Nach Wanderjahren, die ihn u. a. nach Nürnberg und Wien führten, lehrte er seit 1498 als Professor für Mathematik in Ingolstadt. Als Priester hatte er um 1500 die Pfarre Karlstetten in Niederösterreich.
Konrad Celtis, der seit 1492 in Ingolstadt lehrte, holte Stabius im Jahr 1502 an die Universität Wien. Dorthin ging auch sein Schüler Georg Tannstetter. Dieser fügte 1514 seiner Ausgabe astronomischer Tabellen auch eine Geschichte der Wiener Mathematiker und Astronomen unter dem Titel Viri Mathematici bei. Darin bezeichnete er sich als Schüler von Stabius und führte dessen „mathematische Erfindungen“ an.
Bereits im Sommer 1503 trat Stabius in den Dienst des römisch-deutschen Königs und späteren Kaisers Maximilian I., den er auf Reisen begleitete und den er in wissenschaftlichen und literarischen Fragen beriet. Die Universität rückte dabei wohl bald in den Hintergrund.

## Stabius als Literat und Historiker
Stabius war mit zahlreichen humanistisch gebildeten Gelehrten und Poeten wie Ladislaus Sunthaym oder Jakob Mennel bekannt sowie mit Albrecht Dürer befreundet. Dürer hat sein Wappen gestaltet und ihn mehrmals porträtiert. Er betätigte sich selbst auch als Dichter. 1502 wurde er deshalb von Celtis zum poeta laureatus gekrönt. Er trat mit Oden auf den Kaiser und auf österreichische Landesheilige hervor und entwarf zusammen mit Willibald Pirckheimer das allegorische Grundgerüst zu Triumphzug und Ehrenpforte, in denen das politische Konzept Maximilians I. propagiert wurde. Beispielsweise stammen die Verse zur Ehrenpforte, die Albrecht Dürer illustrierte, von Stabius.
Daneben betätigte er sich als Herausgeber oder Beiträger zahlreicher humanistischer Werke und besorgte eine Ausgabe des Jordanes. Unkritische historische Forschung lehnte er ab und entlarvte die Werke des Johannes Trithemius als teilweise frei erfunden. Stabius arbeitete mit Ladislaus Sunthaym und Konrad Celtis am offiziösen habsburgischen Geschichtswerk mit und erstellte unter anderem eine Genealogie der Habsburger auf Quellenbasis.
Stabius scheint auch gute Beziehungen zum Kloster Reichenau unterhalten zu haben. Jedenfalls lieh er bei einem Besuch für Johannes Cuspinian eine karolingische Sammelhandschrift mit Texten der Kirchenväter aus (die seitdem verschollen ist).

## Stabius als Geograf und Astronom

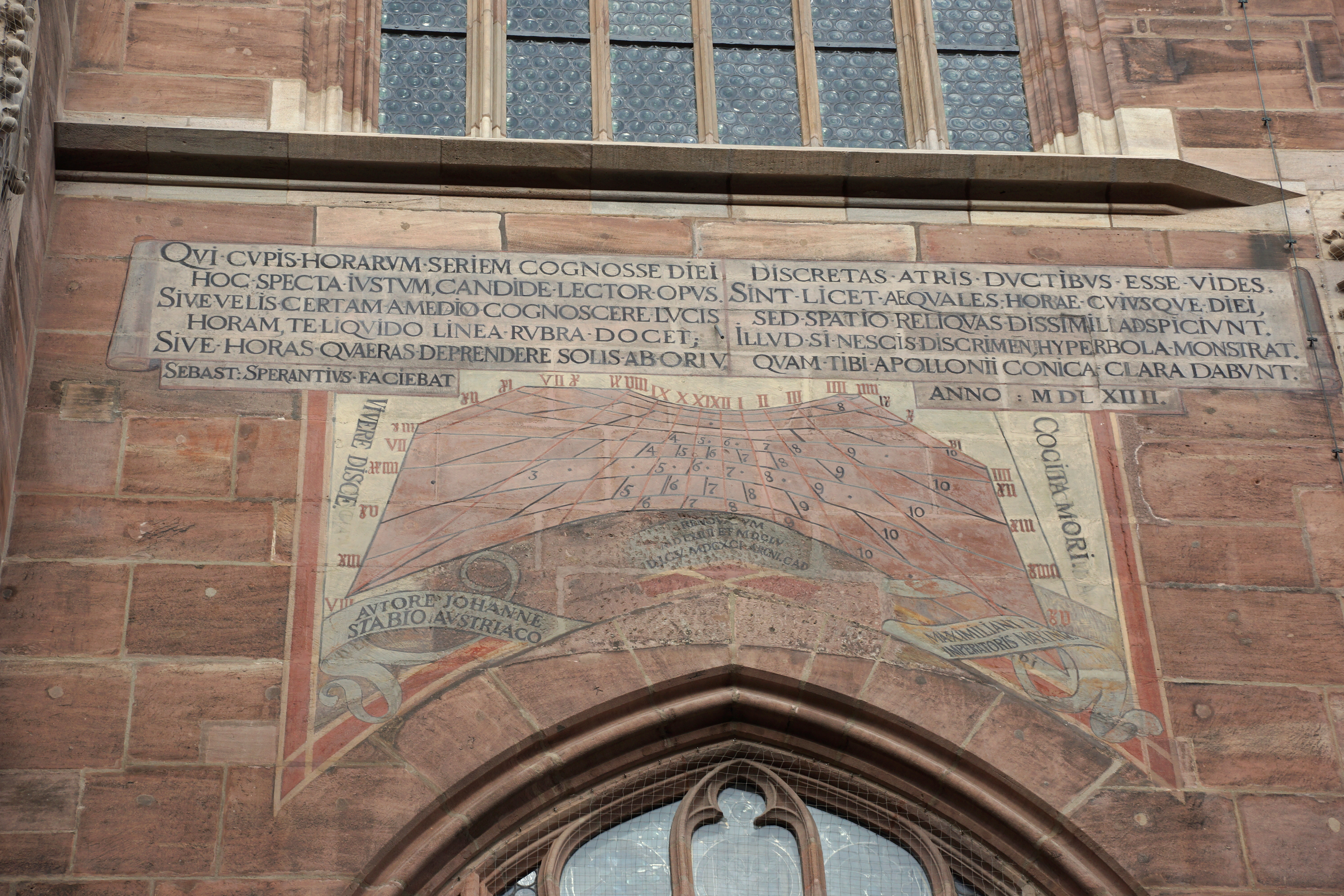
Sonnenuhr an St. Lorenz in Nürnberg nach den Berechnungen von Johannes Stabius

Seine bedeutendste Leistung erbrachte er aber auf dem Gebiet der Kartografie mit der ersten flächentreuen Darstellung der Erdkugel. Diese sogenannte stab-wernersche, herzförmige Projektion wurde zwar erst 1514 durch Johannes Werner (1468–1528) im Druck veröffentlicht, aber bereits von Martin Waldseemüller für seine Weltkarte von 1507 verwendet. Wie Johannes Werner selbst bekannte, stammt der Hauptanteil an dieser – erstmals über die Darstellungsmethode der Antike hinausgehenden – Neuerung von Stabius. Sie fand in der ersten Hälfte des 16. Jahrhunderts häufige Anwendung, wurde dann aber von der Mercator-Projektion abgelöst.
1515 erschienen die Weltkarte von Dürer und Stabius (Stabius-Dürer-Karte) und die Sternkarten von Dürer, Stabius und Konrad Heinfogel.
Auch der Berechnung von Sonnenuhren liegt eine ähnliche Projektionsaufgabe zugrunde. Zusammen mit Johannes Werner berechnete er die Sonnenuhr am Ostchor der Lorenzkirche in Nürnberg.

## Die letzten Jahre
Obwohl Stabius Geistlicher war – er hatte eine ergiebige Pfründe am Stephansdom – wurde er wegen seiner Leistungen 1515 von Maximilian in den Ritterstand erhoben. Nach dem Tode des Kaisers 1519 trat er noch für kurze Zeit in die Dienste Erzherzog Ferdinands von Habsburg. In dieser Zeit hielt er sich meist in Augsburg, Ingolstadt oder Nürnberg auf. Er starb am 1. Januar 1522 in Graz.